# Trichosetodes ujiensis
Trichosetodes ujiensis là một loài Trichoptera trong họ Leptoceridae. Chúng phân bố ở miền Cổ bắc.